# Jacek Kuroń
Jacek Jan Kuroń (ur. 3 marca 1934 we Lwowie, zm. 17 czerwca 2004 w Warszawie) – polski polityk, historyk, działacz tzw. czerwonego harcerstwa, jeden z przywódców opozycji w okresie Polskiej Rzeczypospolitej Ludowej, współzałożyciel Komitetu Obrony Robotników.
Poseł na Sejm X, I, II i III kadencji (1989–2001). Dwukrotny minister pracy i polityki socjalnej: w latach 1989–1991 w rządzie Tadeusza Mazowieckiego i w latach 1992–1993 w rządzie Hanny Suchockiej. Kandydat na urząd prezydenta RP w wyborach w 1995. Kawaler Orderu Orła Białego.

## Życiorys

### Młodość
Jacek Kuroń był synem Henryka Kuronia (1905–1982) i Wandy z domu Rudeńskiej (1911–1978). Na początku 1946 jego rodzice wraz z trójką dzieci wprowadzili się do mieszkania znajdującego się na parterze budynku mieszkalnego ZUS przy ul. Mickiewicza 27 m. 64 na warszawskim Żoliborzu. Jacek Kuroń mieszkał w nim, z przerwami na pobyty w więzieniach, do końca życia.

### Polska Rzeczpospolita Ludowa

#### Działalność w ZMP i ZHP
W 1949 został działaczem Związku Młodzieży Polskiej. Od 1952 pracował jako etatowy instruktor w wydziale harcerskim stołecznego ZMP, wstąpił wówczas do Polskiej Zjednoczonej Partii Robotniczej. W 1953 został przewodniczącym zarządu uczelnianego ZMP na Politechnice Warszawskiej. W listopadzie 1953 usunięto go z tej organizacji, jak i z PZPR za krytykę koncepcji ideowej związku. Od 1955 studiował na Wydziale Historycznym Uniwersytetu Warszawskiego, w 1956 ponownie został przyjęty do PZPR (pracę magisterską Elementy faszyzmu w ideologii Obozu Narodowej Demokracji (1919–1926), napisaną pod kierunkiem Żanny Kormanowej, obronił w 1964). Uczestniczył w ruchu studenckim dążącym do powstania aktywnych politycznie organizacji młodzieży studenckiej i robotniczej (takich jak Rewolucyjny Związek Młodzieży, Związek Młodzieży Socjalistycznej).
28 sierpnia 1955 podczas obozu letniego w Wiśle utonęła trójka nastolatków, którzy byli w tym czasie pod opieką m.in. Jacka Kuronia. 30 sierpnia Jacek Kuroń został aresztowany i oskarżony o nieumyślne spowodowanie śmierci trójki dzieci. W kwietniu 1956 umorzono postępowanie na mocy amnestii, otrzymał natomiast zakaz pracy z młodzieżą.
W grudniu 1956 uczestniczył w zjeździe łódzkim, na którym odbudowano Związek Harcerstwa Polskiego. Wybrany do Naczelnej Rady Harcerskiej oraz do komisji prawa i przyrzeczenia harcerskiego, która opracowała nową deklarację, treść przyrzeczenia i prawa, przyjęte w 1957. W latach 1956–1957 współorganizował drużynę walterowską, a w 1958 Hufiec Walterowski, którego do 1961 był komendantem. Opowiadał się za systemem wychowawczym nastawionym na współdziałanie w małych grupach, zespołowość, aktywność społeczną, osiąganie przez zespoły dziecięce konkretnych coraz trudniejszych celów. Krytycznie odnosił się do nadrzędnego autorytetu drużynowych, licząc na rozwój samorządności zespołów dziecięcych. W latach 1961–1964 pracował w Głównej Kwaterze ZHP, gdzie pełnił m.in. funkcję kierownika wydziału pracy nad systemem, następnie zastępcy kierownika działu harcerskiego, a w okresie 1961–1963 członka Głównej Kwatery ZHP. Był aktywny jako publicysta w pismach „Drużyna” (gdzie pracował jako redaktor 1957–1961), „Na Przełaj”, „Harcerstwo”.

#### Początki działalności opozycyjnej (1962–1968)
Od 1962 wraz z Karolem Modzelewskim był współinicjatorem zebrań działaczy studenckich z okresu października 1956 i nieco młodszych, którzy stworzyli Polityczny Klub Dyskusyjny przy ZMS na UW. Celem było ponowne ożywienie ruchu młodzieżowego i krytyka władz PZPR za odejście od programu głębokich zmian formułowanego w 1956. W wyniku nacisków Komitetu Warszawskiego PZPR jesienią 1963 klub został zlikwidowany. Z powodu radykalnie krytycznych opinii o polityce władz Jacek Kuroń od 1963 był rozpracowywany przez funkcjonariuszy Służby Bezpieczeństwa w ramach sprawy „Watra”, prowadzonej do 1989.
W 1964 uczestniczył w zebraniach wąskiej grupy (także Karol Modzelewski, Stanisław Gomułka, Bolesław Tejkowski, Andrzej Mazur), która – przy użyciu kryteriów i metodologii marksizmu – analizowała ustrój polityczny i gospodarczy PRL, narastające w nim konflikty klasowe, a także przewidywała rewolucję. Latem 1964 na podstawie tych dyskusji Jacek Kuroń i Karol Modzelewski napisali memoriał-broszurę przeznaczoną do tajnego kolportażu. Tezą główną było stwierdzenie, że władzę w państwie sprawuje centralna polityczna biurokracja, która zawłaszczyła środki produkcji, aparat państwa i partii, wszelkie środki kontroli i rewindykacji robotniczych. Centralna biurokracja według nich wyzyskiwała więc klasę robotniczą i inne grupy społeczne, a jej celem głównym było umacnianie swojego monopolu władzy. Przeciwstawność interesów politycznych i ekonomicznych między klasą robotniczą a centralną polityczną biurokracją musiała doprowadzić do rewolucji, w wyniku której powstałby nowy ustrój prawdziwej dyktatury proletariatu, która nie mogłaby dopuścić do ponownego wyrośnięcia klasy rządzącej. W przyszłym ustroju proponowano więc rozbudowany system rad robotniczych, które wybierałyby Centralną Radę Delegatów, a także system dwupartyjny oraz wolność słowa i druku. Proponowano też zniesienie stałej armii, w której widziano potencjalne narzędzie dokonania wojskowego zamachu stanu. Postulowano też takie rozwiązania, jak podejmowanie w przedsiębiorstwach w referendum decyzji, jaka część dochodu narodowego miałaby być konsumowana, a jaka przeznaczona na inwestycje. Program był prawdopodobnie inspirowany myślą trockistowską i poglądami Milovana Đilasa, ale wiele elementów stanowiło też rozwinięcie polskiej myśli rewizjonistycznej z lat 1956–1957.
W listopadzie 1964 funkcjonariusze SB – informowani o poczynaniach grupy przez Andrzeja Mazura (tajnego współpracownika o pseudonimie „Wacław”) – wkroczyli do mieszkania Stanisława Gomułki, zatrzymując Jacka Kuronia, Karola Modzelewskiego i Bolesława Tejkowskiego, a także konfiskując maszynopis memoriału. Następnie wszyscy zostali usunięci z PZPR, jednak władze komunistyczne nie zdecydowały się na przeprowadzenie procesu. Jacek Kuroń i Karol Modzelewski odtworzyli treść memoriału jako List otwarty do partii i rozkolportowali kilkanaście egzemplarzy maszynopisu na Uniwersytecie Warszawskim 18 marca 1965. Następnego dnia zostali tymczasowo aresztowani, oskarżeni, a następnie w lipcu skazani – Karol Modzelewski na 3 lata i 6 miesięcy pozbawienia wolności, Jacek Kuroń na 3 lata pozbawienia wolności. Karę tę odbywał w Zakładzie Karnym Sztum i następnie w Potulicach, gdzie przebywał do czasu warunkowego zwolnienia w maju 1967. List otwarty do partii został przemycony na Zachód i w 1966 opublikowany przez paryską „Kulturę”, a dzięki licznym edycjom dokonanym na Zachodzie przez organizacje radykalnej lewicy stał się znanym w skali międzynarodowej dokumentem polskiej myśli politycznej.

#### Od marca 1968 do sierpnia 1980
Na początku 1968 Jacek Kuroń i Karol Modzelewski byli współorganizatorami protestów studenckich, które rozwinęły się w wydarzenia marcowe. 9 marca 1968 został tymczasowo aresztowany, następnie był przez propagandę PRL i osobiście przez Władysława Gomułkę atakowany w publicznych przemówieniach jako czołowy „wichrzyciel”. W styczniu 1969 skazany we wspólnym procesie z Karolem Modzelewskim jako inspirator wystąpień studenckich na karę 3 lat i 6 miesięcy pozbawienia wolności. Wyrok odbywał w zakładzie karnym we Wronkach. Został zwolniony warunkowo we wrześniu 1971.
Z powodu represji nie mógł znaleźć pracy w instytucjach państwowych, został więc fikcyjnie zatrudniony jako osobisty sekretarz pisarza Igora Newerlego. W latach 70. opublikował pod pseudonimem kilka powieści kryminalnych. Publikowane oficjalnie teksty podpisywał pseudonimami „Maciej Gajka”, „Elżbieta Grażyna Borucka”, „EGB”.
W ogłoszonym anonimowo w paryskiej „Kulturze” w 1974 artykule Polityczna opozycja w Polsce postulował tworzenie szerokiego ruchu sprzeciwu wobec systemu, który określał jako totalitaryzm i brak suwerenności. Opozycja antytotalitarna i niepodległościowa w swych przekonaniach winna była dążyć do budowania więzi społecznych, tworzenia niezależnej kultury, pracować nad wytworzeniem w społeczeństwie postaw antytotalitarnych, pluralizmu politycznego, tolerancji, woli samostanowienia, umiejętności politycznego myślenia i działania. Wokół tych wartości i działań, głównie wydawniczych, grup dyskusyjnych, czasem akcji protestu, powinny powstawać środowiska tworzące luźne grupy, funkcjonujące jawnie i bez formalnych więzi organizacyjnych. Opowiadał się także za działalnością w ramach formalnie obowiązującego (choć nie zawsze przez władze przestrzeganego) prawa.
W opracowaniu Myśli o programie działania z października 1976 rozwinął koncepcję tworzenia przez takie grupy zalążków ruchów społecznych, które budując własne formy komunikacji, wymiany informacji i działań praktycznych, ograniczałyby zasięg oddziaływania totalitarnej władzy i poszerzałyby te sfery aktywności społeczeństwa, które były wolne od kontroli partii i dominacji Związku Radzieckiego. Najważniejszy był według niego ruch wyrażający dążenia pracowników, zwłaszcza wielkoprzemysłowej klasy robotniczej, a warunkiem sukcesu byłoby jego współdziałanie z podobnymi inicjatywami inteligencji i studentów. Celem perspektywicznym stało się, aby „społeczeństwo zorganizowało się w ruchy społeczne współdziałające ze sobą, wyrażające jak najpełniej dążenia wszystkich”. Miał to być więc „program tworzenia w ruchach społecznych Trzeciej Polski”. Jej powstawanie miało wymagać na pewnym etapie kompromisu ze Związkiem Radzieckim, by nie doszło do jego zbrojnej interwencji przeciw wyzwalającej się Polsce. Celem możliwym do osiągnięcia „byłby status Finlandii – parlamentarnej demokracji ograniczonej w polityce zagranicznej”, o ile dotyczyłoby to wyraźnie sformułowanych interesów Związku Radzieckiego. Skonfiskowany w czasie rewizji u Jacka Kuronia zawierający te poglądy egzemplarz w październiku 1976 przekazano członkom Biura Politycznego Komitetu Centralnego PZPR.
W 1975 Jacek Kuroń współorganizował akcję przeciw projektowanym przez PZPR poprawkom w Konstytucji PRL. Należał do współautorów i sygnatariuszy Listu 59, podpisał też List 14. Po wystąpieniach robotniczych 25 czerwca 1976 w opublikowanym na Zachodzie liście do Enrica Berlinguera informował o represjach zastosowanych wobec uczestników protestu i apelował o interwencję.
We wrześniu 1976 był jednym z założycieli Komitetu Obrony Robotników, a w 1977 współtwórcą Komitetu Samoobrony Społecznej „KOR”. Współpracował z Biurem Interwencyjnym KSS „KOR”. Należał do najaktywniejszych działaczy komitetu, inspirował wiele jego akcji, utrzymywał liczne kontakty z działaczami studenckimi i robotniczymi, systematycznie przekazywał informacje o działaniach opozycyjnych i represjach ze strony władz na Zachód oraz dziennikarzom zagranicznym akredytowanym w Warszawie. Jego mieszkanie i telefon (numer 39 39 64) były głównym ośrodkiem wymiany informacji dotyczących działalności KSS „KOR”. Aresztowany w maju 1977, został zwolniony w lipcu tego samego roku na mocy amnestii. Był obiektem wszechstronnej inwigilacji ze strony funkcjonariuszy SB, wielokrotnie zatrzymywany na 48 godzin, w jego mieszkaniu przeprowadzono wiele rewizji.
Od 1978 wchodził w skład redakcji niezależnego kwartalnika „Krytyka”. W 1978 uczestniczył w spotkaniach na granicy z przedstawicielami opozycji w Czechosłowacji – Karty 77. Od 1978 wykładał w ramach Towarzystwa Kursów Naukowych. W pierwszych miesiącach 1979 prowadzono przeciw niemu akcje „bojówek” tworzonych przez Federację Socjalistycznych Związków Młodzieży Polskiej, podczas których posuwano się do przemocy fizycznej i psychicznej, co zakończyło się pobiciem członków jego rodziny 21 marca 1979.
Należał do organizatorów i doradców niezależnego ruchu robotniczego, współpracował z dwutygodnikiem „Robotnik” i Wolnymi Związkami Zawodowymi Wybrzeża. W lipcu i sierpniu 1980 organizował sieć informacji o ruchu strajkowym. Zatrzymany 20 sierpnia 1980 podczas narady w jego mieszkaniu, 28 sierpnia zarzucono mu „udział w związku posługującym się nazwą «Komitet Samoobrony Społecznej KOR», którego działanie jest przestępcze polegające m.in. na rozpowszechnianiu wydawnictw pozbawionych debitu komunikacyjnego”. Zwolniony po podpisaniu porozumień gdańskich z 31 sierpnia 1980, śledztwo jednak kontynuowano.

#### Od sierpnia 1980 do stanu wojennego
Od września 1980 był doradcą Międzyzakładowego Komitetu Założycielskiego Niezależnego Samorządnego Związku Zawodowego „Solidarność” Regionu Gdańskiego oraz MKZ Regionu „Mazowsze”, następnie od października doradcą Krajowej Komisji Porozumiewawczej NSZZ „Solidarność”. Był jednym ze strategów związku, swoje koncepcje wykładał na łamach pisma „Robotnik”, w udzielanych wywiadach oraz na licznych spotkaniach w zakładach pracy i na uniwersytetach, które przyciągały setki słuchaczy. W październiku 1980 w artykule Co dalej? postawił tezę „o konieczności powołania samorządów, które w przyszłości zmuszą władze do ustępstw politycznych”. W artykule Czy grozi nam interwencja postawił natomiast tezę, że „społeczeństwo (faktycznie «Solidarność») powinno przejąć całą władzę z wyjątkiem polityki zagranicznej, obronności, spraw wewnętrznych oraz częściowo centralnej administracji”. Według niego pozostawienie tych dziedzin życia społecznego i politycznego dominacji PZPR był „uwarunkowane tylko groźbą interwencji w Polsce państw Układu Warszawskiego”. W artykule opublikowanym w marcu 1981 ocenił z kolei, że dla wyjścia z kryzysu ekonomicznego niezbędne były „autentyczny samorząd, niezawisłe sądownictwo i ograniczenie cenzury.
Wraz z Karolem Modzelewskim odegrał istotną rolę w przyjęciu przez Krajową Komisję Porozumiewawczą „Solidarności” programu samorządowego jako podstawy reformy przedsiębiorstw. We wrześniu 1981 bronił kompromisu samorządowego z Sejmem PRL, co było przedmiotem kontrowersji na Krajowym Zjeździe Delegatów NSZZ „Solidarność”. Jesienią 1981, w czasie narastającego kryzysu politycznego, opowiadał się za utworzeniem wielkiej koalicji „Solidarność”-PZPR-Kościół katolicki i opartego na niej rządu narodowego, który m.in. przygotowałby wybory do Sejmu PRL, zapewniając PZPR z góry odpowiednią liczbę miejsc, a pozostałe pozwalając obsadzić w wolnych wyborach. W listopadzie 1981 wraz ze swoim środowiskiem politycznym inicjował powstanie Klubów Samorządnej Rzeczypospolitej „Wolność-Suwerenność-Niepodległość”, które miały być polityczno-ideowym ruchem wspartym o NSZZ „Solidarność” w perspektywie spodziewanych wyborów do rad narodowych. Przyjaźnił się z Jerzym Popiełuszką, uczestniczył w celebrowanych przez niego mszach za ojczyznę, na które był wpuszczany przez zakrystię.
W wewnętrznych podziałach w NSZZ „Solidarność” sympatyzował z grupą Andrzeja Gwiazdy, krytykował styl działania Lecha Wałęsy, zwłaszcza w okresie kryzysu bydgoskiego z marca 1981, następnie jednak krytycznie oceniał rywalizacje personalne, a na zjeździe „Solidarności” ostatecznie wsparł Lecha Wałęsę.

#### Od stanu wojennego do Okrągłego Stołu
Po wprowadzeniu stanu wojennego został 13 grudnia 1981 zatrzymany w sopockim Grand Hotelu, internowany, a 2 września 1982 tymczasowo aresztowany pod zarzutem próby obalenia ustroju. W artykułach przemyconych z okresu uwięzienia opowiadał się za nieustępliwą walką z reżimem stanu wojennego aż do próby powstania (Tezy o wyjściu z sytuacji bez wyjścia z marca 1982). Następnie złagodził stanowisko, wspierając jednak zdecydowanie podziemną „Solidarność” (Umiarkowania radykalnych, radykalizm umiarkowanych z lipca 1982). W czasie uwięzienia w listopadzie 1982 zmarła jego pierwsza żona Grażyna „Gajka” (Jacek Kuroń odrzucił propozycję Czesława Kiszczaka wyjazdu z żoną na leczenie do Europy Zachodniej). Był głównym oskarżonym w procesie KSS „KOR” rozpoczętym 13 lipca 1984, został wraz z innymi objęty amnestią z 22 lipca 1984.
Został następnie doradcą podziemnej Regionalnej Komisji Wykonawczej Regionu Mazowsze NSZZ „Solidarność”, publikował w podziemnej prasie pod własnym nazwiskiem (głównie w „Tygodniku Mazowsze”). Za udział w manifestacji ulicznej „Solidarności” z 1 maja 1985 skazany na karę 3 miesięcy aresztu. Po amnestii w 1986, na mocy której uwolniono wszystkich więźniów politycznych, opowiadał się za rozwijaniem jawnych form działalności oraz poszerzaniem wolności drogą małych kroków. Ściśle współdziałał z innymi doradcami „Solidarności”, zwłaszcza z Bronisławem Geremkiem i Adamem Michnikiem. Od 1987 brał udział w zespole tzw. sześćdziesiątki, która pod koniec 1988 przekształciła się w Komitet Obywatelski przy przewodniczącym NSZZ „Solidarność” Lechu Wałęsie. Od stycznia 1988 był też jednym z doradców utworzonej wówczas Krajowej Komisji Wykonawczej NSZZ „Solidarność”.
Jesienią 1988 w czasie przygotowań do Okrągłego Stołu władze PRL wykluczały udział Jacka Kuronia i Adama Michnika w negocjacjach, określając ich jako osoby o szczególnie negatywnych postawach. Sprzeciw Lecha Wałęsy wobec tego warunku był jedną z przyczyn kilkumiesięcznego impasu w przygotowaniach do rozmów. W 1989 ostatecznie Jacek Kuroń wziął udział w rozmowach Okrągłego Stołu w ramach strony solidarnościowej, był szczególnie aktywny w negocjacjach dotyczących reform systemu politycznego. Podczas przygotowywania wyborów wchodził w skład komisji organizacyjnej KO „Solidarność” (wraz z Andrzejem Wielowieyskim i Henrykiem Wujcem), w której układano listy wyborcze. Był zwolennikiem wystawienia bloku kandydatów według zasady – jeden kandydat KO „S” na jedno miejsce. W wyborach z 4 czerwca 1989 zdobył mandat poselski w okręgu żoliborskim. Wówczas w MSW zamknięto prowadzoną przeciw niemu wieloletnią inwigilację.

### III Rzeczpospolita

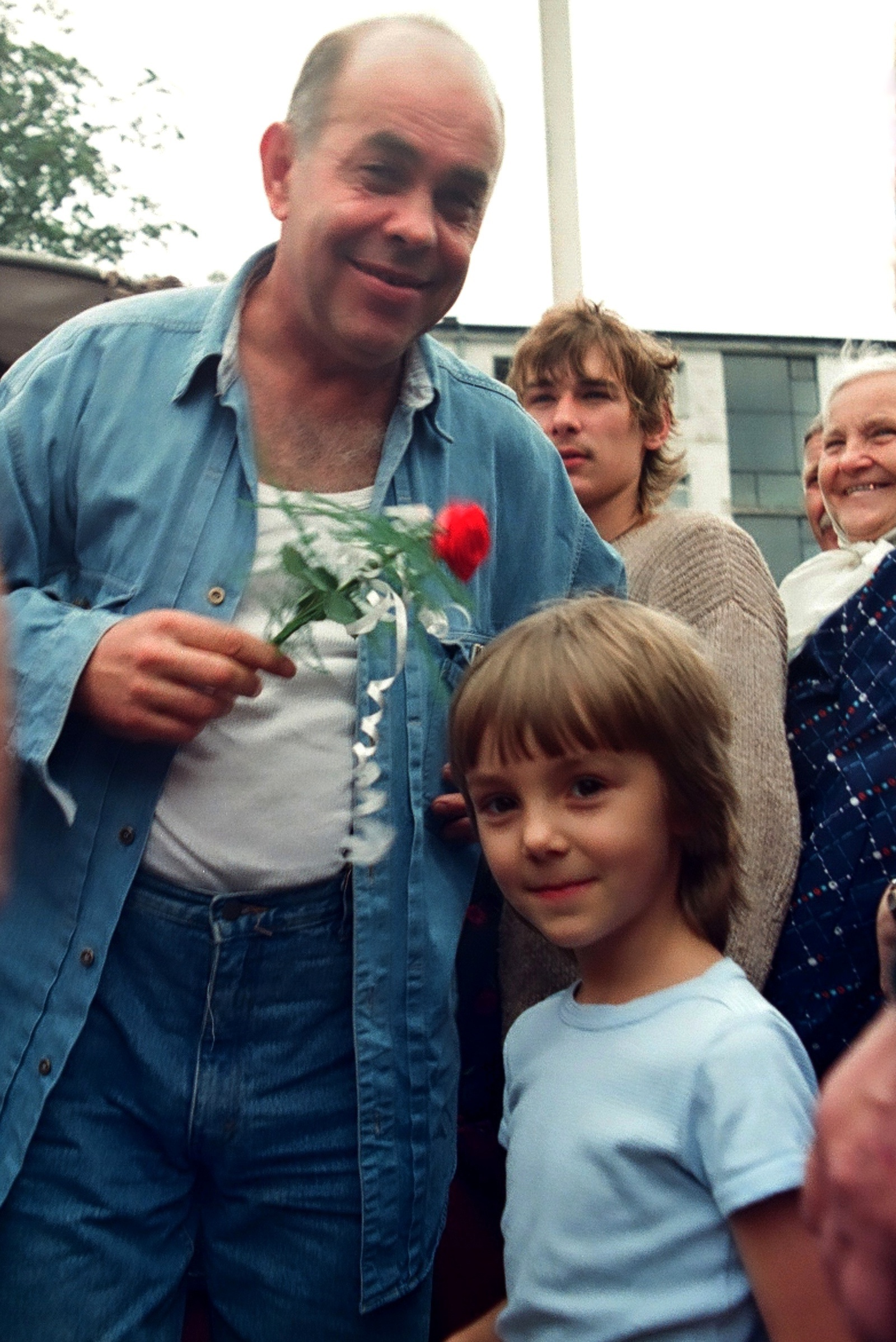
Jacek Kuroń (1991)

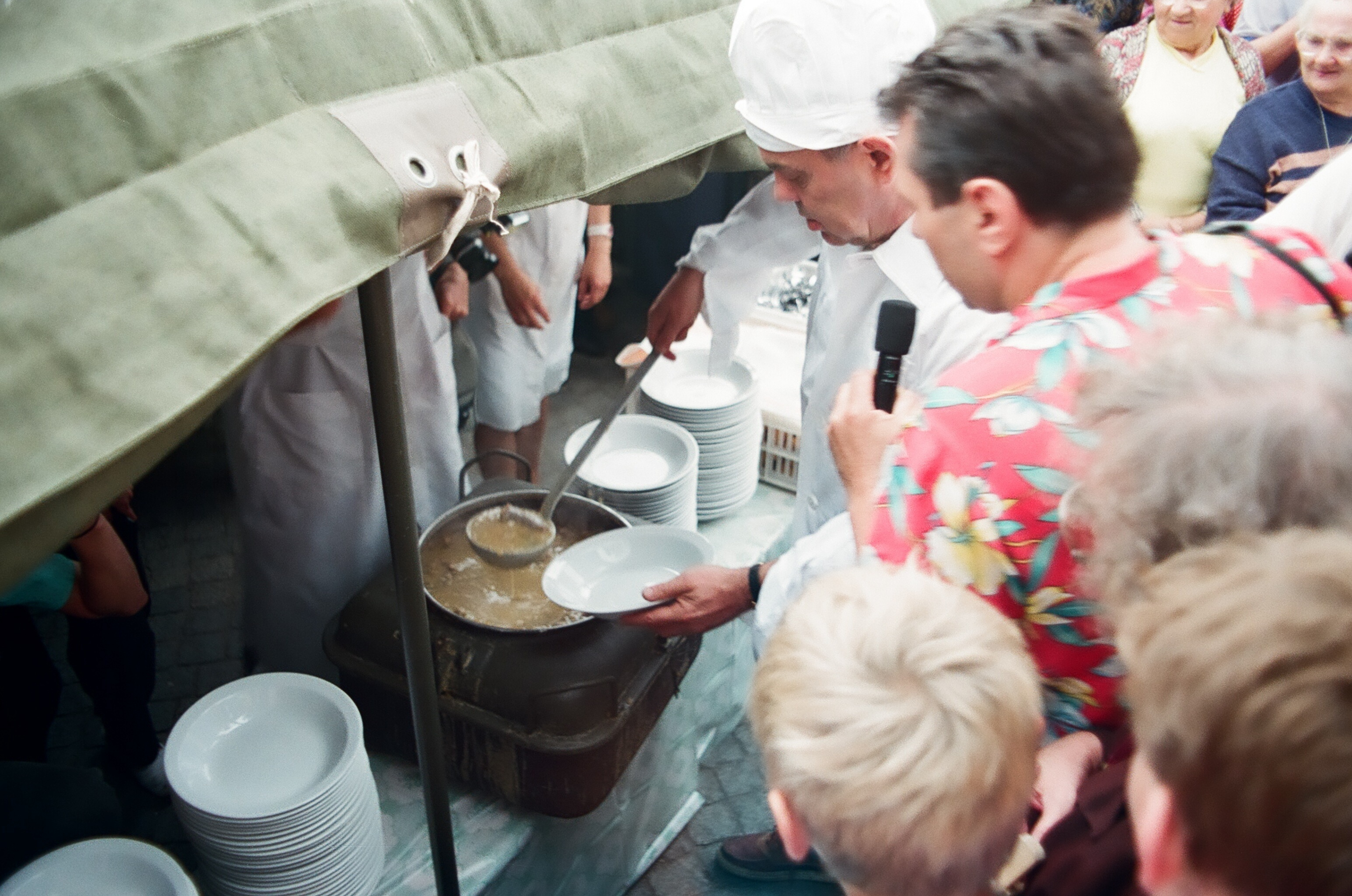
Jacek Kuroń rozdaje tzw. kuroniówkę w Gorzowie Wielkopolskim w 1991

W Sejmie X kadencji Jacek Kuroń należał do Obywatelskiego Klubu Parlamentarnego, przewodniczył powołanej z jego inicjatywy sejmowej Komisji Mniejszości Narodowych i Etnicznych, która podjęła prace nad przebudową stosunków między aparatem państwa a mniejszościami w duchu zasad demokratycznego państwa prawa.
Od 12 września 1989 do 12 stycznia 1991 i ponownie od 11 lipca 1992 do 26 października 1993 był ministrem pracy i polityki socjalnej w rządach Tadeusza Mazowieckiego i Hanny Suchockiej. Opowiedział się za programem Leszka Balcerowicza zmierzającym do zdecydowanego zduszenia narastającej inflacji i wprowadzaniem reform wolnorynkowych. Związane z tym koszty społeczne, m.in. spadek dochodów pracowników, wzrost kosztów utrzymania, bankructwo części zakładów pracy, pojawienie się bezrobocia miała łagodzić polityka społeczna i różnorodne jej programy. Oprócz ustaw i związanych z nimi rozwiązań (możliwość wcześniejszego przechodzenia na emeryturę, zasiłki dla bezrobotnych, dopłaty do komornego itd.) inicjował ruch społeczny SOS, darmowe jadłodajnie, samopomoc społeczną. W cotygodniowych pogadankach w Telewizji Polskiej w latach 1989–1990 tłumaczył problemy reform, ich niezbędne koszty, a także sugerował różne możliwości zmniejszenia dolegliwości. Był w tym czasie najpopularniejszym ministrem i jednym z polityków cieszących się największym zaufaniem. Jako minister w latach 1992–1993 angażował się w powstanie tzw. paktu trójstronnego z udziałem związków zawodowych, organizacji przedsiębiorców i przedstawicieli rządu, który miał być główną formą dialogu społecznego.
Od 1991 do 2001 sprawował mandat posła na Sejm I, II i III kadencji. Należał do założycieli Ruchu Obywatelskiego Akcja Demokratyczna, Unii Demokratycznej i Unii Wolności. Był zwolennikiem podtrzymania ewolucyjnych przemian, budowania możliwie szerokiej jedności na rzecz demokracji, samorządności społecznej, sprzeciwiał się hasłom dekomunizacji i lustracji, m.in. w czasie kryzysu politycznego w czerwcu 1992.
W wyborach w 1995 kandydował na urząd prezydenta RP, zajął 3. miejsce, otrzymując 1 646 946 głosów (tj. 9,22% poparcia).
W 2000 wraz z drugą żoną Danutą Kuroń założył Uniwersytet Powszechny im. Jana Józefa Lipskiego w Teremiskach, którego został pierwszym rektorem.
W ostatnich latach życia ciężko chorował, m.in. w 1998 po operacji tętnicy szyjnej wystąpił u niego rozległy udar mózgu i znalazł się w stanie śmierci klinicznej, miał nowotwór gardła, wielokrotnie przechodził zapalenie płuc, zdiagnozowano u niego również migotanie przedsionków. W 2003 podjęto decyzję o dializowaniu jego jedynej nerki. Po raz ostatni pojawił się publicznie 19 kwietnia 2004, uczestnicząc w obchodach rocznicy wybuchu powstania w getcie warszawskim. Krótko po wszczepieniu w tym samym miesiącu rozrusznika serca trafił do szpitala. Przez kilka tygodni był nieprzytomny. Zmarł w szpitalu 17 czerwca 2004.
Pogrzeb Jacka Kuronia odbył się 26 czerwca 2004 na cmentarzu Wojskowym na Powązkach w Warszawie. Został pochowany w Alei Zasłużonych (A2/AZ/8). W uroczystościach pogrzebowych udział wzięli m.in. prezydent RP Aleksander Kwaśniewski i przedstawiciele władz państwowych; głos zabrali m.in. Adam Michnik, Marek Edelman, Karol Modzelewski i Wiktor Juszczenko.

## Poglądy
W publikacjach o charakterze ideotwórczym (m.in. Zasady ideowe z 1978) określał się jako zwolennik lewicy antytotalitarnej i antykomunistycznej. Celem politycznym była niepodległa Polska o ustroju demokratyczno-parlamentarnym z wielopartyjnością, rozwiniętymi samorządami różnych szczebli i specjalności, aktywnością małych grup, skupionych na rozwiązywaniu konkretnych problemów. Deklarował się jako ateista; jednocześnie afirmował ewangelię (w tym zawarty w niej nakaz miłości bliźniego), uważając ją za uniwersalny wskaźnik moralny. Zachowywał jednocześnie dystans wobec instytucjonalnych i dogmatycznych form Kościoła katolickiego. Był zdecydowanym przeciwnikiem antysemityzmu i nacjonalizmu, opowiadał się za współpracą i dialogiem między narodami oraz pełnymi prawami dla mniejszości narodowych. Przyznawał Ukrainie, Litwie i Białorusi prawo do suwerennego bytu państwowego. W 1974 pisał: „Suwerenność Ukrainy, Białorusi i Litwy to program walki o suwerenność Polski i jednocześnie są to jej realni, a nie egzotyczni sojusznicy. Dla opozycji politycznej w Polsce ta myśl musi stanowić dyrektywę działania”.
Podobnie myślał po 1989 o stosunkach z sąsiadami. Tragiczne doświadczenia z przeszłości radził pozostawić historykom, nie powinny one według niego utrudniać współczesnych stosunków i budowania pokojowej przyszłości oraz przyjaźni między narodami. Opowiadał się zawsze za szukaniem dialogu i porozumienia, przeciwko przymuszaniu innych do wyznawania win. Wskazywał, że należy mówić o winach własnych, licząc na stworzenie sytuacji dialogu. W 2002 był jednym z inicjatorów i uczestników modlitwy polskich polityków i dziennikarzy na cmentarzu Łyczakowskim we Lwowie nad grobami polskich i ukraińskich żołnierzy poległych w bitwie o Lwów w 1918. Wspierał działalność kulturalną mniejszości ukraińskiej w Polsce. Publicznie występował także przeciwko łamaniu praw człowieka w Chinach i Tybecie.
Pod koniec życia miał poczucie porażki transformacji ekonomiczno-społecznej, związanych z tym barier społecznych, zbyt wielkiego marginesu biedy, pozostawienia dużych grup poza aktywnością społeczną, udziałem w kulturze, słabości ruchów samorządowych. Wiązał to z dominacją jednej ideologii – liberalnego kapitalizmu, zaspokajaniem wyłącznie potrzeb materialnych, wyobcowaniem kultury i wyalienowaniem człowieka. Nadziei na przyszłość upatrywał w rozwoju kształcenia oraz związanej z tym większej aktywności młodych, szukał także kontaktów z ruchami antyglobalistycznymi. Tym problemom poświęcił szereg wypowiedzi publicystycznych oraz dwie ostatnie książki – Działanie. Jeśli nie panujemy nad swoim życiem, ono panuje nad nami (2002) oraz Rzeczpospolita dla moich wnuków (2004).

## Odznaczenia i wyróżnienia
Ordery i odznaczenia
- Order Orła Białego (1998)[68]
- Srebrny Krzyż Zasługi (1961)[22]
- Medal Pamiątkowy 13 Stycznia (1992, Litwa)[69]
- Krzyż Oficerski Legii Honorowej (1993, Francja)[70]
- Medal Zasługi Republiki Czeskiej II Stopnia (2003, Czechy)[71]
- Wielki Krzyż Zasługi Orderu Zasługi Republiki Federalnej Niemiec (Niemcy)
- Order Księcia Jarosława Mądrego (Ukraina)
- Order Wielkiego Księcia Giedymina (Litwa)
- Order Ecce Homo (2001)[72]

Nagrody i wyróżnienia
- Człowiek Roku tygodnika „Wprost” (1994)
- Medal Świętego Jerzego (1994)[73]
- Medal „Zasłużony dla Tolerancji” (1999)
- Honorowe obywatelstwo miasta Lwowa (2002)[74]
- Order Uśmiechu (2001)[75]

## Upamiętnienie

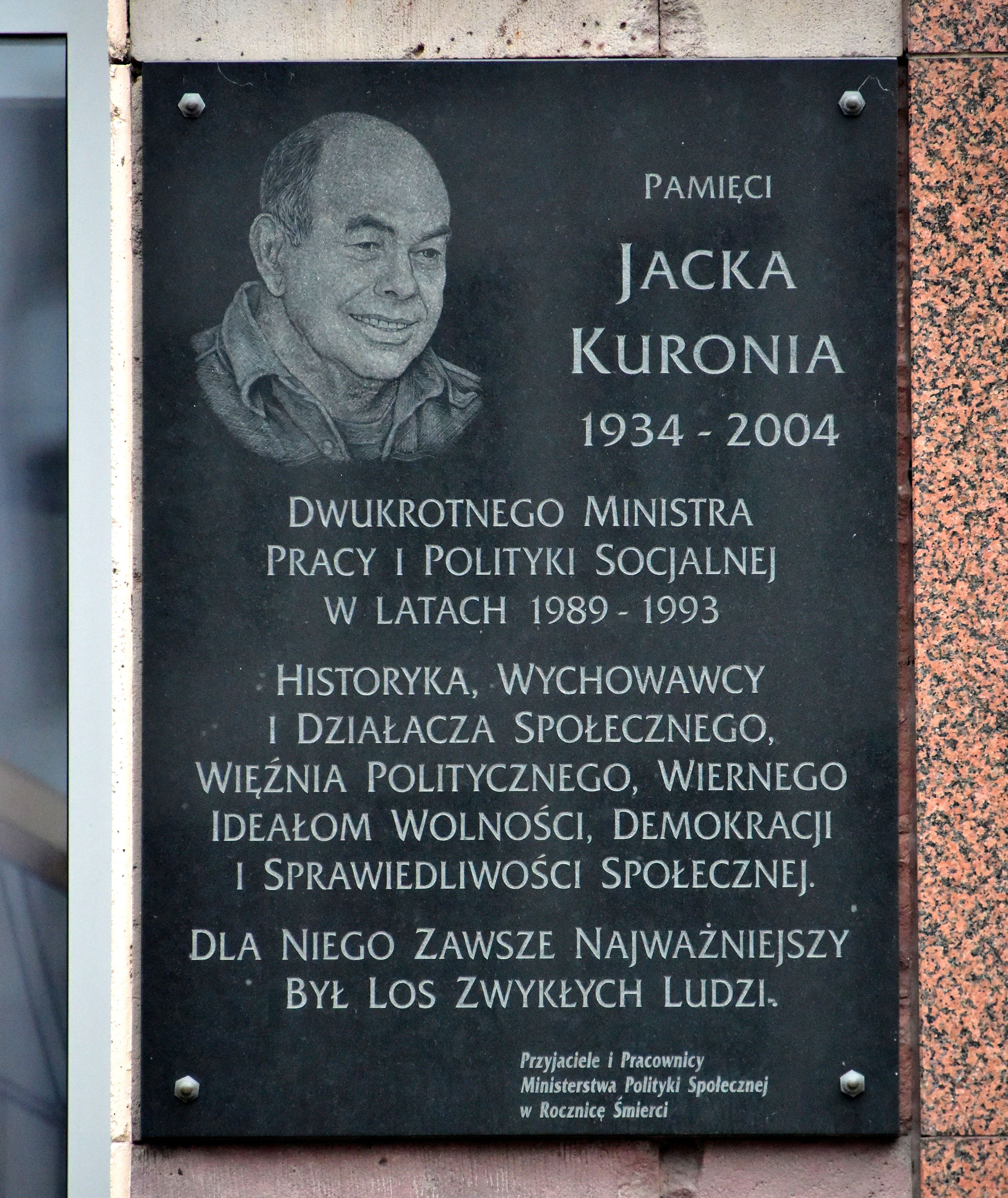
Tablica pamiątkowa na gmachu Ministerstwa Rodziny, Pracy i Polityki Społecznej przy ul. Nowogrodzkiej 1/3/5 w Warszawie (od strony ul. Brackiej)

W 2005 na gmachu Ministerstwa Polityki Społecznej przy ul. Nowogrodzkiej 1/3/5 w Warszawie (od strony ul. Brackiej) odsłonięto tablicę upamiętniającą Jacka Kuronia. Na fasadzie domu przy ul. Mickiewicza 27 na warszawskim Żoliborzu, w którym mieszkał, wmurowana została tablica pamiątkowa, a w znajdującym się po drugiej stronie ulicy parku Stefana Żeromskiego ustawiono kamień pamiątkowy.
W 2011 pomnikowy dąb szypułkowy rosnący w Białowieskim Parku Narodowym przemianowano na Dąb Jacka Kuronia. W 2015 jego imieniem nazwano salę konferencyjną w Nowym Domu Poselskim, w którym od lat najczęściej spotyka się sejmowa Komisja Polityki Społecznej i Rodziny, której przewodniczył.
Jego imieniem nazwano ulice m.in. we Wrocławiu, Olsztynie, Lublinie, Radomiu i Białymstoku, a także plac u zbiegu ulic Gdańskiej, Potockiej, Słowackiego oraz ks. Jerzego Popiełuszki w Warszawie oraz park w Sosnowcu.
W ramach Zespołu Społecznych Szkół Ogólnokształcących Bednarska powstało Wielokulturowe Liceum Humanistyczne im. Jacka Kuronia działające przy ul. Kłopotowskiego w Warszawie. Do 2015 Jacek Kuroń stał się patronem kilkunastu szkół.
W 2018 deputowani rady miejskiej we Lwowie podjęli decyzję o nadaniu imienia Jacka Kuronia placowi usytuowanemu przed Konsulatem Generalnym RP we Lwowie.

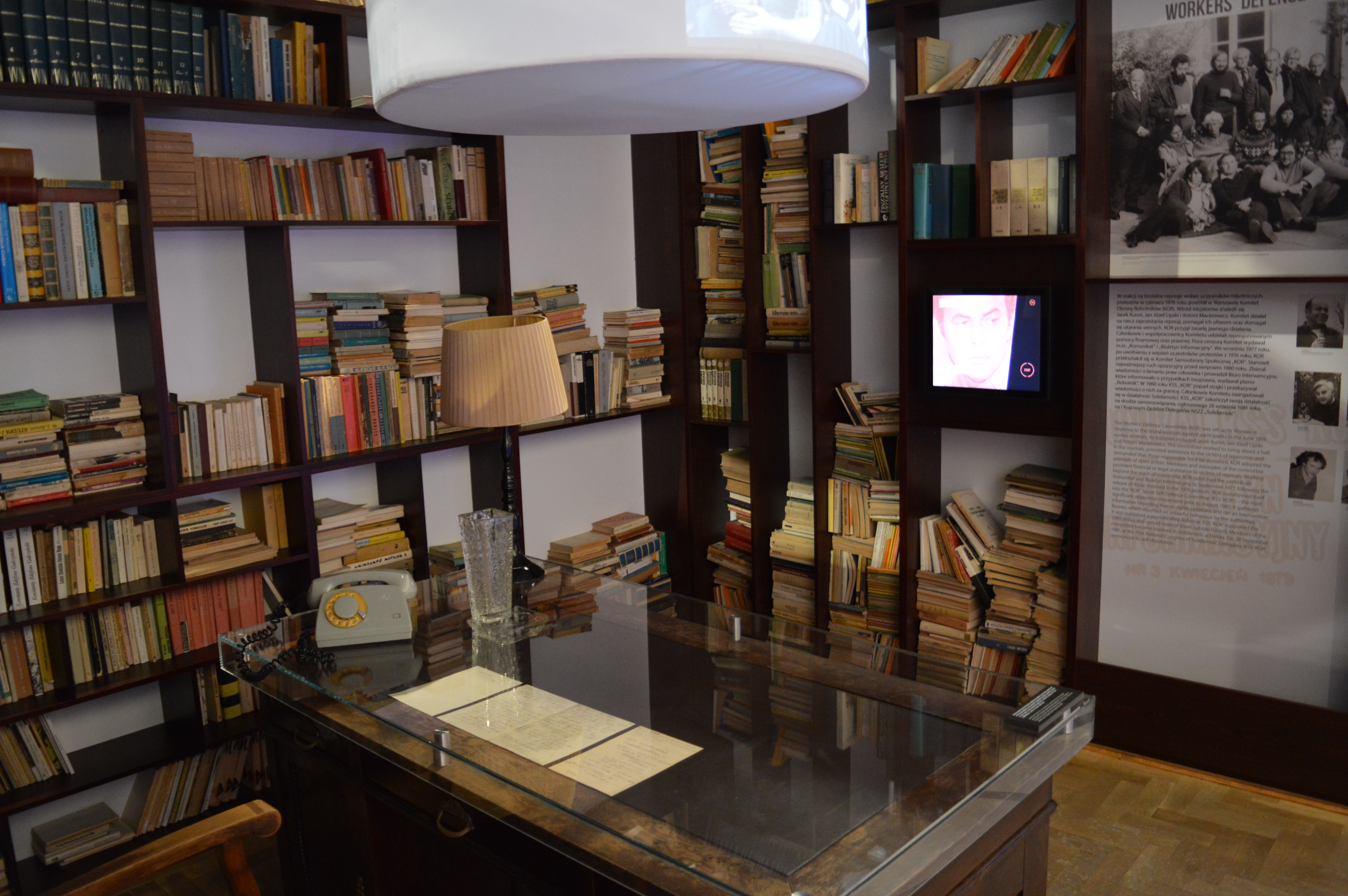
Europejskie Centrum Solidarności – sala B, rekonstrukcja pokoju Jacka Kuronia

W 2020 na ścianach budynku CXIX Liceum Ogólnokształcącego im. Jacka Kuronia w Warszawie powstał mural patrona szkoły namalowany przez Wilhelma Sasnala.

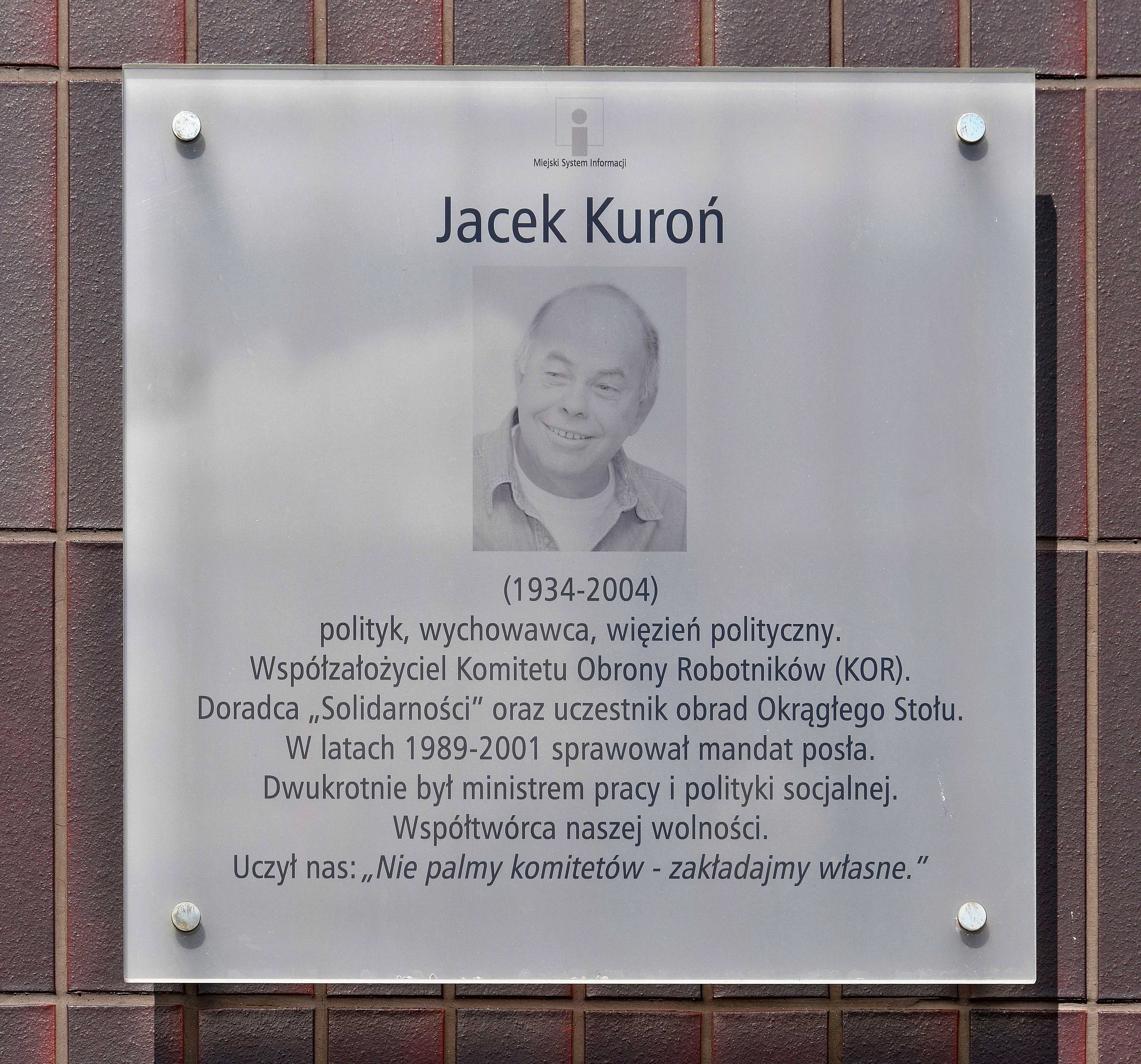
Tablica MSI na skwerze Jacka Kuronia w Warszawie
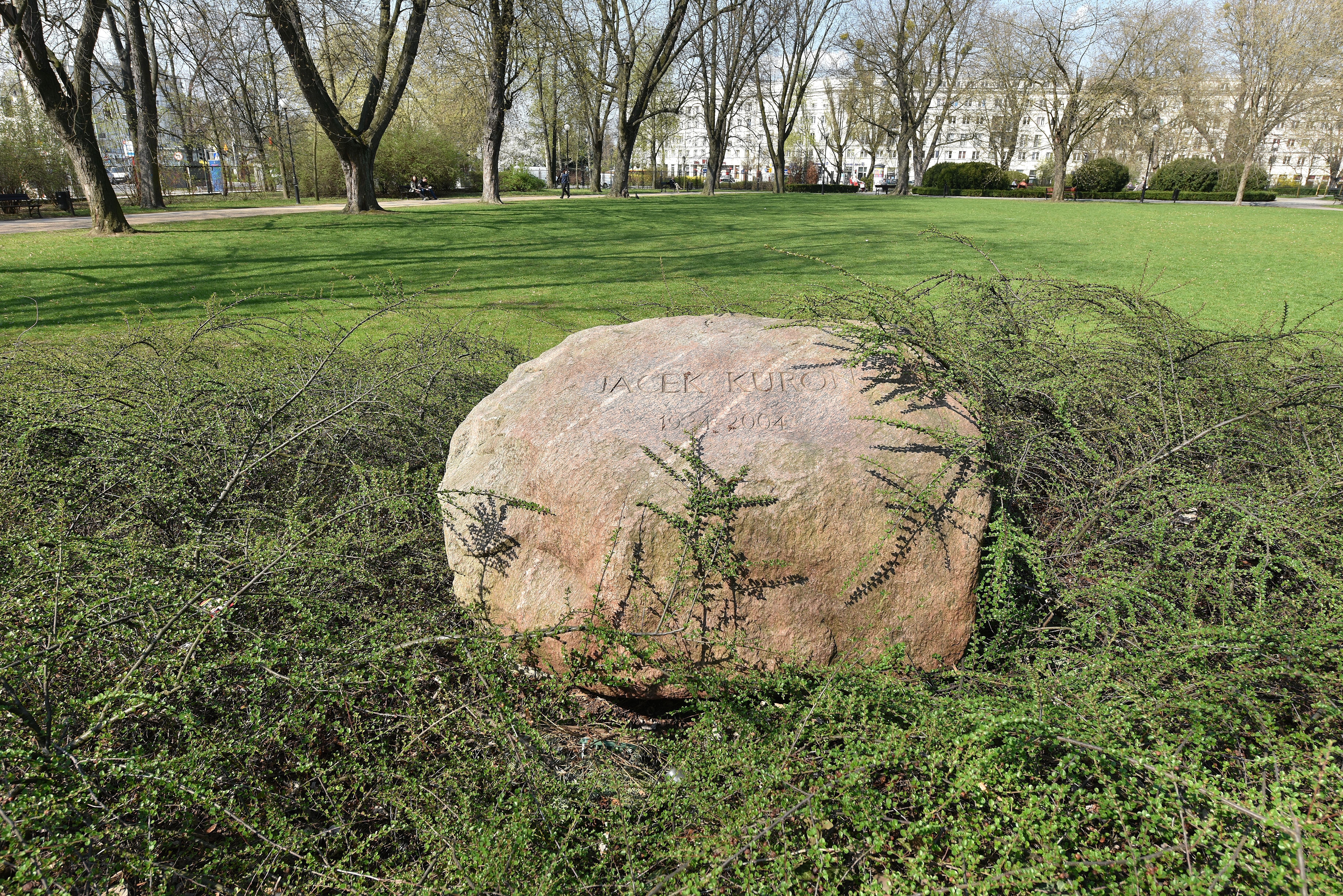
Kamień pamiątkowy w stołecznym parku Stefana Żeromskiego
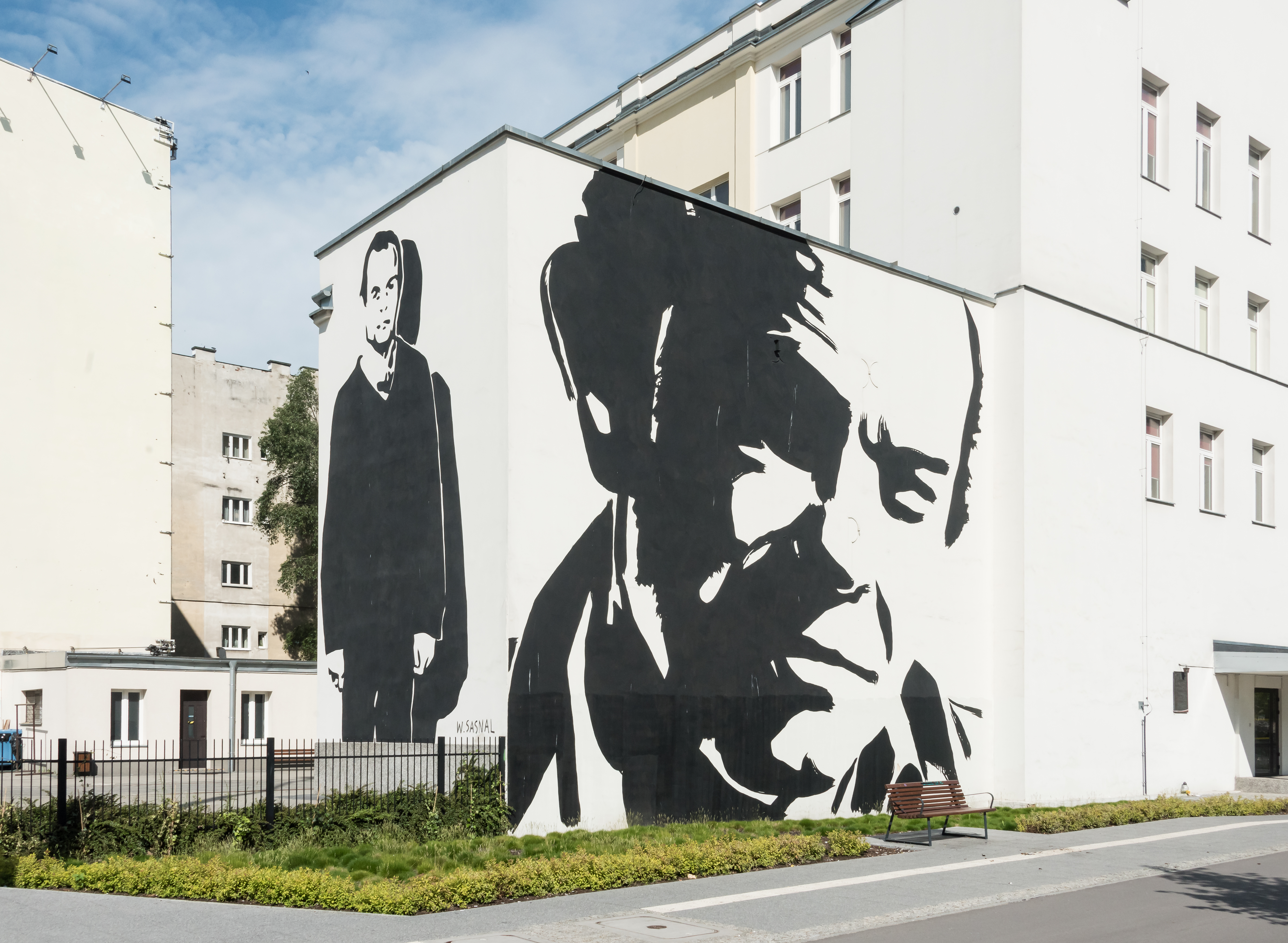
Mural Wilhelma Sasnala w Warszawie
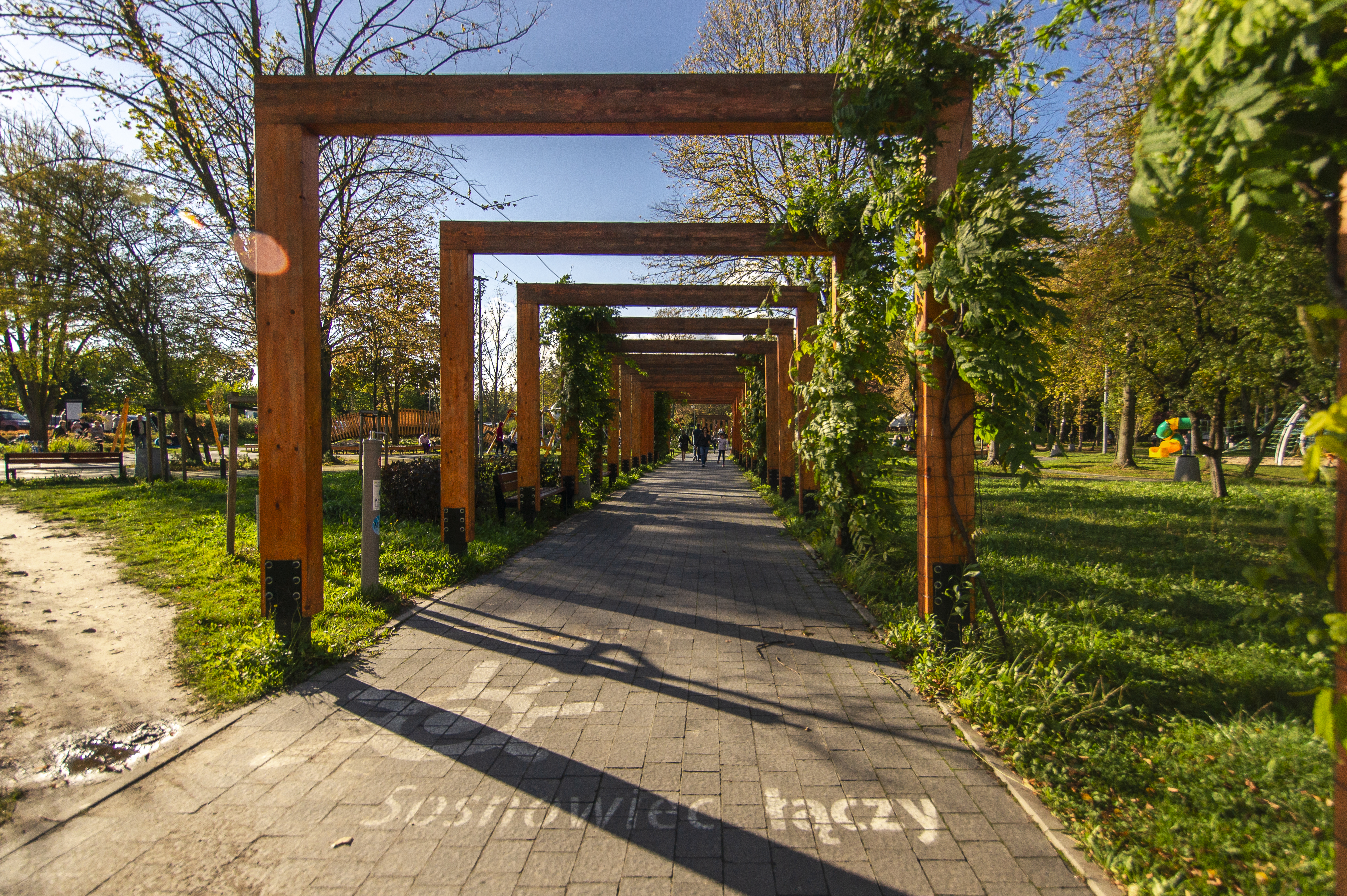
Park im. Jacka Kuronia w Sosnowcu

## Życie prywatne
Od 1959 był mężem Grażyny Kuroń, absolwentki psychologii (zm. 1982), a od 1990 do swojej śmierci Danuty Kuroń, historyczki. Ojciec Macieja Kuronia.
Charakterystycznym elementem ubioru Jacka Kuronia była dżinsowa koszula. Pojawił się w niej między innymi podczas dekoracji Orderem Orła Białego oraz Legią Honorową.

## Wybrane publikacje
- Polityka i odpowiedzialność, Wyd. „Aneks”, Londyn 1984 (zbiór artykułów i esejów Jacka Kuronia oraz wywiadów przez niego udzielonych).
- Wiara i wina. Do i od komunizmu, Wyd. Niezależna Oficyna Wydawnicza, Warszawa 1989.
- Moja zupa, Polska Oficyna Wydawnicza „BGW”, Warszawa 1991.
- Gwiezdny czas. „Wiary i winy” ciąg dalszy, Wyd. „Aneks”, Londyn 1991.
- Spoko!, czyli kwadratura koła, Polska Oficyna Wydawnicza „BGW”, Warszawa 1992.
- PRL dla początkujących, Wydawnictwo Dolnośląskie, Wrocław 1995 (wspólnie z Jackiem Żakowskim).
- Siedmiolatka, czyli kto ukradł Polskę?, Wydawnictwo Dolnośląskie, Wrocław 1997 (wspólnie z Jackiem Żakowskim).
- Działanie. Jeśli nie panujemy nad swoim życiem, ono panuje nad nami, Wydawnictwo Dolnośląskie, Wrocław 2002.
- Rzeczpospolita dla moich wnuków, Wydawnictwo Rosner i Wspólnicy, Warszawa 2004.